# Limnophora curvimedia
Limnophora curvimedia este o specie de muște din genul Limnophora, familia Muscidae, descrisă de Zielke în anul 1974.
Este endemică în Tanzania. Conform Catalogue of Life specia Limnophora curvimedia nu are subspecii cunoscute.